# 庫曉韋 (扎波羅熱州)
47°46′15″N 35°35′39″E / 47.77083°N 35.59417°E
庫曉韋（烏克蘭語：Кущове）是位於烏克蘭東南部的村莊，由扎波羅熱州扎波羅熱区的科梅舒瓦哈市镇負責管轄。該村面積0.8平方公里，海拔高度59米，2001年人口191，人口密度每平方公里238.5人。